# Аленвил (Илиноис)
Аленвил (енгл. Allenville) град је у америчкој савезној држави Илиноис.

## Демографија
По попису из 2010. године број становника је 148, што је 6 (-3,9%) становника мање него 2000. године.
| Група             | 2000.        | 2010.       |
| Белци             | 154 (100,0%) | 145 (98,0%) |
| Афроамериканци    | 0 (0,0%)     | 0 (0,0%)    |
| Азијати           | 0 (0,0%)     | 0 (0,0%)    |
| Хиспаноамериканци | 0 (0,0%)     | 3 (2,0%)    |
| Укупно            | 154          | 148         |